# Tour de Catalogne 1976
Le Tour de Catalogne 1976 est la 56e édition du Tour de Catalogne, une course cycliste par étapes en Espagne. L’épreuve se déroule sur 7 étapes du 8 au 15 septembre 1976 sur un total de 1 233,1 km. Le vainqueur final est l'Espagnol Enrique Martínez Heredia de l’équipe Kas, devant Ronald De Witte et Agustín Tamames.

## Étapes
| Étape | Date         | Parcours                      | km    | Vainqueur d’étape  | Leader du classement général |
| ----- | ------------ | ----------------------------- | ----- | ------------------ | ---------------------------- |
| P     | 8 septembre  | Amposta (clm)                 | 4,7   | Roger De Vlaeminck | Roger De Vlaeminck           |
| 1     | 9 septembre  | Amposta – Almacelles          | 204,0 | Marino Basso       | Roger De Vlaeminck           |
| 2     | 10 septembre | Almacelles – Sort             | 192,0 | Roger De Vlaeminck | Roger De Vlaeminck           |
| 3     | 11 septembre | Oliana – Mollet del Vallès    | 155,0 | Ronald De Witte    | Enrique Martínez Heredia     |
| 4a    | 12 septembre | La Rambla (Barcelone)         | 41,4  | Roger De Vlaeminck | Enrique Martínez Heredia     |
| 4b    | 12 septembre | Mollet del Vallès - Manresa   | 113,0 | Alfredo Chinetti   | Enrique Martínez Heredia     |
| 5     | 13 septembre | Manresa - Alt del Mas Nou     | 209,0 | José Enrique Cima  | Enrique Martínez Heredia     |
| 6     | 14 septembre | Platja d'Aro – Turó de l'Home | 150,0 | José Enrique Cima  | Enrique Martínez Heredia     |
| 7a    | 15 septembre | Sant Celoni – Argentona (clm) | 31,0  | Fausto Bertoglio   | Enrique Martínez Heredia     |
| 7b    | 15 septembre | Mataró – Sitges               | 133,0 | Pierino Gavazzi    | Enrique Martínez Heredia     |

### Prologue[1]
08-09-1976: Circuit per Amposta, 4,7 km (clm) :
|   | Cycliste           | Équipe    | Temps      |
| - | ------------------ | --------- | ---------- |
| 1 | Roger De Vlaeminck | Brooklyn  | 6 min 13 s |
| 2 | Javier Elorriaga   | Super Ser | + 3 s      |
| 3 | Josep Pesarrodona  | Kas       | + 6 s      |

|   | Cycliste           | Équipe    | Temps      |
| - | ------------------ | --------- | ---------- |
| 1 | Roger De Vlaeminck | Brooklyn  | 6 min 13 s |
| 2 | Javier Elorriaga   | Super Ser | + 3 s      |
| 3 | Josep Pesarrodona  | Kas       | + 6 s      |

### 1reétape[2]
09-09-1976: Amposta – Almacelles, 204,0:
|   | Cycliste           | Équipe         | Temps           |
| - | ------------------ | -------------- | --------------- |
| 1 | Marino Basso       | Furzi-Vibor    | 5 h 36 min 10 s |
| 2 | Roger De Vlaeminck | Brooklyn       | m.t.            |
| 3 | Pierino Gavazzi    | Jollj Ceramica | m.t.            |

|   | Cycliste           | Équipe    | Temps           |
| - | ------------------ | --------- | --------------- |
| 1 | Roger De Vlaeminck | Brooklyn  | 5 h 42 min 23 s |
| 2 | Javier Elorriaga   | Super Ser | + 3 s           |
| 3 | Josep Pesarrodona  | Kas       | + 6 s           |

### 2eétape[3]
10-09-1976: Almacelles – Sort, 192,0 km :
|   | Cycliste           | Équipe    | Temps           |
| - | ------------------ | --------- | --------------- |
| 1 | Roger De Vlaeminck | Brooklyn  | 5 h 33 min 53 s |
| 2 | Domingo Perurena   | Kas       | m.t.            |
| 3 | Pedro Torres       | Super Ser | m.t.            |

|   | Cycliste           | Équipe                 | Temps            |
| - | ------------------ | ---------------------- | ---------------- |
| 1 | Roger De Vlaeminck | Brooklyn               | 11 h 16 min 16 s |
| 2 | José Enrique Cima  | Novostil-Transmallorca | + 11 s           |
| 3 | Pedro Torres       | Super Ser              | + 14 s           |

### 3eétape[4]
11-09-1976: Oliana – Mollet del Vallès, 155,0 km :
|   | Cycliste                 | Équipe      | Temps           |
| - | ------------------------ | ----------- | --------------- |
| 1 | Ronald De Witte          | Brooklyn    | 3 h 50 min 22 s |
| 2 | Enrique Martínez Heredia | Kas         | m.t.            |
| 3 | Marino Basso             | Furzi-Vibor | +3 min 20 s     |

|   | Cycliste                 | Équipe   | Temps            |
| - | ------------------------ | -------- | ---------------- |
| 1 | Enrique Martínez Heredia | Kas      | 15 h 07 min 13 s |
| 2 | Ronald De Witte          | Brooklyn | + 8 s            |
| 3 | Roger De Vlaeminck       | Brooklyn | +2 min 45 s      |

### 4eétape A[5]
12-09-1976 : La Rambla (Barcelone), 41,4 km :
| Resultat de la 4e étape A \| \| Cycliste \| Équipe \| Temps \| \| - \| ------------------ \| ----------- \| ----------- \| \| 1 \| Roger De Vlaeminck \| Brooklyn \| 53 min 10 s \| \| 2 \| Javier Elorriaga \| Super Ser \| m.t. \| \| 3 \| Marino Basso \| Furzi-Vibor \| m.t. \| |                    |             |             |
| | Cycliste           | Équipe      | Temps       |
| 1 | Roger De Vlaeminck | Brooklyn    | 53 min 10 s |
| 2 | Javier Elorriaga   | Super Ser   | m.t.        |
| 3 | Marino Basso       | Furzi-Vibor | m.t.        |

### 4eétape B[5]
12-09-1976: Mollet del Vallès - Manresa, 113,0 km :
|   | Cycliste           | Équipe         | Temps           |
| - | ------------------ | -------------- | --------------- |
| 1 | Alfredo Chinetti   | Jollj Ceramica | 2 h 55 min 28 s |
| 2 | Fedor den Hertog   | Frisol         | m.t.            |
| 3 | Roger De Vlaeminck | Brooklyn       | + 11 s          |

|   | Cycliste                 | Équipe   | Temps            |
| - | ------------------------ | -------- | ---------------- |
| 1 | Enrique Martínez Heredia | Kas      | 18 h 56 min 02 s |
| 2 | Ronald De Witte          | Brooklyn | + 8 s            |
| 3 | Roger De Vlaeminck       | Brooklyn | +2 min 45 s      |

### 5eétape[6]
13-09-1976: Manresa - Alt del Mas Nou, 209,0 km :
|   | Cycliste          | Équipe                 | Temps           |
| - | ----------------- | ---------------------- | --------------- |
| 1 | José Enrique Cima | Novostil-Transmallorca | 6 h 13 min 50 s |
| 2 | Agustín Tamames   | Super Ser              | + 1 s           |
| 3 | Fausto Bertoglio  | Jollj Ceramica         | m.t.            |

|   | Cycliste                 | Équipe                 | Temps            |
| - | ------------------------ | ---------------------- | ---------------- |
| 1 | Enrique Martínez Heredia | Kas                    | 25 h 10 min 19 s |
| 2 | Ronald De Witte          | Brooklyn               | + 8 s            |
| 3 | José Enrique Cima        | Novostil-Transmallorca | + 2 min 29 s     |

### 6eétape[6]
14-09-1976: Platja d'Aro – Turó de l'Home, 155,0 km :
|   | Cycliste           | Équipe                 | Temps           |
| - | ------------------ | ---------------------- | --------------- |
| 1 | José Enrique Cima  | Novostil-Transmallorca | 4 h 34 min 01 s |
| 2 | Marcello Bergamo   | Jollj Ceramica         | m.t.            |
| 3 | Roger De Vlaeminck | Brooklyn               | m.t.            |

|   | Cycliste                 | Équipe                 | Temps            |
| - | ------------------------ | ---------------------- | ---------------- |
| 1 | Enrique Martínez Heredia | Kas                    | 29 h 44 min 20 s |
| 2 | Ronald De Witte          | Brooklyn               | + 1 min 34 s     |
| 3 | José Enrique Cima        | Novostil-Transmallorca | + 2 min 29 s     |

### 7eétape A[7]
15-09-1976: Sant Celoni – Argentona, 31,0 km (clm) :
| Resultat de la 7e étape A \| \| Cycliste \| Équipe \| Temps \| \| - \| ------------------------ \| -------------- \| ----------- \| \| 1 \| Fausto Bertoglio \| Jollj Ceramica \| 43 min 06 s \| \| 2 \| Enrique Martínez Heredia \| Kas \| + 42 s \| \| 3 \| Agustín Tamames \| Super Ser \| + 49 s \| |                          |                |             |
| | Cycliste                 | Équipe         | Temps       |
| 1 | Fausto Bertoglio         | Jollj Ceramica | 43 min 06 s |
| 2 | Enrique Martínez Heredia | Kas            | + 42 s      |
| 3 | Agustín Tamames          | Super Ser      | + 49 s      |

### 7eétape B[7]
15-09-1976: Mataró – Sitges, 133,0 km :
|   | Cycliste           | Équipe         | Temps           |
| - | ------------------ | -------------- | --------------- |
| 1 | Pierino Gavazzi    | Jollj Ceramica | 3 h 21 min 46 s |
| 2 | Marino Basso       | Furzi-Vibor    | m.t.            |
| 3 | Roger De Vlaeminck | Brooklyn       | m.t.            |

|   | Cycliste                 | Équipe    | Temps            |
| - | ------------------------ | --------- | ---------------- |
| 1 | Enrique Martínez Heredia | Kas       | 33 h 49 min 54 s |
| 2 | Ronald De Witte          | Brooklyn  | + 2 min 46 s     |
| 3 | Agustín Tamames          | Super Ser | + 3 min 03 s     |

## Classement général
|    | Cycliste                 | Équipe                 | Temps            |
| -- | ------------------------ | ---------------------- | ---------------- |
| 1  | Enrique Martínez Heredia | Kas                    | 33 h 49 min 54 s |
| 2  | Ronald De Witte          | Brooklyn               | + 2 min 46 s     |
| 3  | Agustín Tamames          | Super Ser              | + 3 min 03 s     |
| 4  | José Enrique Cima        | Novostil-Transmallorca | + 3 min 16 s     |
| 5  | Roger De Vlaeminck       | Brooklyn               | + 3 min 24 s     |
| 6  | Pedro Torres             | Super Ser              | + 3 min 58 s     |
| 7  | Jørgen Marcussen         | Furzi-Vibor            | + 4 min 42 s     |
| 8  | Domingo Perurena         | Kas                    | + 4 min 56 s     |
| 9  | Josef Fuchs              | Super Ser              | + 5 min 11 s     |
| 10 | Antonio Martos           | Kas                    | + 6 min 03 s     |

## Classements annexes
|   | Cycliste          | Équipe                 | Points |
| - | ----------------- | ---------------------- | ------ |
| 1 | José Enrique Cima | Novostil-Transmallorca | 37     |
| 2 | Marcello Bergamo  | Jollj Ceramica         | 34     |
| 3 | Domingo Perurena  | Kas                    | 24     |

|   | Cycliste         | Équipe | Points |
| - | ---------------- | ------ | ------ |
| 1 | Andrés Oliva     | Kas    | 18     |
| 2 | Ventura Díaz     | Teka   | 13     |
| 3 | Domingo Perurena | Kas    | 10     |

|   | Cycliste           | Équipe                 | Points |
| - | ------------------ | ---------------------- | ------ |
| 1 | Roger De Vlaeminck | Brooklyn               | 46     |
| 2 | Domingo Perurena   | Kas                    | 34     |
| 3 | José Enrique Cima  | Novostil-Transmallorca | 5      |

|   | Équipe    | Pays    | Temps             |
| - | --------- | ------- | ----------------- |
| 1 | Kas       | Espagne | 101 h 19 min 45 s |
| 2 | Super Ser | Espagne | + 1 min 28 s      |
| 3 | Brooklyn  | Italie  | + 9 min 11 s      |